# Lipsothrix chettri
Lipsothrix chettri är en tvåvingeart som beskrevs av Alexander 1959. Lipsothrix chettri ingår i släktet Lipsothrix och familjen småharkrankar.
Artens utbredningsområde är Nepal. Inga underarter finns listade i Catalogue of Life.